# Indische Cricket-Nationalmannschaft in Sri Lanka in der Saison 2006
Die Tour der indischen Cricket-Nationalmannschaft nach Sri Lanka in der Saison 2006 fand vom 18. bis zum 22. August 2006 statt. Die internationale Cricket-Tour war Bestandteil der Internationalen Cricket-Saison 2006 und umfasste drei ODIs. Die Serie endete 0–0 unentschieden.

## Vorgeschichte
Sri Lanka spielte zuvor eine Tour gegen Südafrika, Indien in den West Indies.
Das letzte Aufeinandertreffen der beiden Mannschaften bei einer Tour fand in der Saison 2005/06 in Indien statt.
Ursprünglich war diese Tour als Drei-Nationen-Turnier zusammen mit Südafrika geplant.
Nach einem Bombenanschlag in Colombo zog sich Südafrika jedoch aus Sicherheitsgründen zurück.

## Stadien
Die folgenden Stadien wurden für die Tour als Austragungsort vorgesehen und wurde am 13. Juli 2006 bekanntgeben.
| Stadion                            | Stadt   | Kapazität | Spiele      |
| ---------------------------------- | ------- | --------- | ----------- |
| Sinhalese Sports Club Ground (SSC) | Colombo | 10.000    | 1. – 3. ODI |

## Kaderlisten
Indien benannte seinen Kader am 20. Juli 2006.
| ODI | ODI |
| Sri Lanka | Indien |
| --- | --- |
| - Mahela Jayawardene (K) - Tillakaratne Dilshan - Dilhara Fernando - Sanath Jayasuriya - Charmara Kapugedra - Farveez Maharoof - Lasith Malinga - Muttiah Muralitharan - Kumar Sangakkara (wk) - Upul Tharanga - Chaminda Vaas | - Rahul Dravid (K) - Ajit Agarkar - Mahendra Singh Dhoni (wk) - Mohammad Kaif - Munaf Patel - Irfan Pathan - Ramesh Powar - Virender Sehwag - Harbhajan Singh - Yuvraj Singh - Sachin Tendulkar |

## Tour Matches
| 1. Juni Scorecard | Colombo (CCC) | Sri Lanka A 202-9 (50)        | – | Indians 203-7 (44.3) |
|                   |               | Indians gewinnt mit 3 Wickets |   |                      |

## One-Day Internationals

### Erstes ODI in Colombo
| 18./19. August Scorecard | Colombo (SSC) | Sri Lanka 11-0 (3.4) | – | Indien |
|                          |               | No Result            |   |        |

### Zweites ODI in Colombo
| 20. August Scorecard | Colombo (SSC) | Sri Lanka      | – | Indien |
|                      |               | Spiel abgesagt |   |        |

### Drittes ODI in Colombo
| 22. August Scorecard | Colombo (SSC) | Sri Lanka      | – | Indien |
|                      |               | Spiel abgesagt |   |        |

Alle drei Spiele wurden auf Grund von starken Regenfällen abgesagt. Während bei den ersten beiden Spielen noch versucht wurde das Spiel zu spielen, und im Fall des ersten ODIs auch 22 Bälle gespielt wurden, wurde das dritte ODI in der Vorbereitung abgebrochen und die Tour aufgeschoben.